# Raymond Hackett
Pour les articles homonymes, voir Hackett.
Raymond Hackett, né le 15 juillet 1902 à New York et mort le 7 juillet 1958 à Hollywood, est un acteur américain de théâtre et de cinéma. Il a été enfant acteur sur les scènes de Broadway.

## Biographie
Raymond Hackett est le fils de Maurice Hackett et Florence Hackett (en), actrice du cinéma muet. Il est le frère de Albert Hackett,  scénariste, acteur et dramaturge américain. Sa deuxième femme est l'actrice Blanche Sweet.
Il commence sa carrière très jeune en se produisant dans des rôles d'enfants au théâtre. Il tourne un trentaine de films, puis se produit exclusivement sur scène entre 1932 et sa mort en 1958.

## Théâtre
- 1907 : The Toymaker of Nuremberg
- 1909 : The Awakening of Helena Richie
- 1911 : As a Man Thinks
- 1912 : Peter Pan
- 1918 : The Copperhead
- 1919 : Abraham Lincoln
- 1920 : The Outrageous Mrs. Palmer
- 1921 : The Man in the Making
- 1922 : Broken Branches
- 1922 : Dreams For Sale
- 1922 : Glory
- 1925 : Cradle Snatchers
- 1927 : Nightstick
- 1932 : Adam Had Two Sons
- 1932 : Camille
- 1933 : Conquest
- 1933 : Nine Pine Street
- 1934 : Piper Paid

## Filmographie

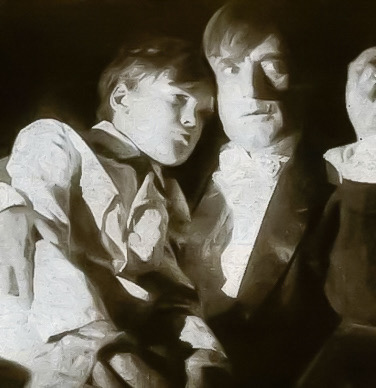
Raymond Hackett et Raymond Hitchcock dans The Ringtailed Rhinoceros (1915).

- 1912 : Little Boy Blue (en)
- 1914 : The Shadow of Tragedy (en)
- 1915 : The Ringtailed Rhinoceros
- 1922 : The Country Flapper
- 1927 : The Love of Sunya
- 1929 : Footlights and Fools
- 1929 : The Girl in the Show
- 1930 : Cœurs impatients (Our Blushing Brides)
- 1929 : Madame X
- 1929 : Le Procès de Mary Dugan (The Trial of Mary Dugan)
- 1930 : Seed
- 1930 : Le Loup des mers (The Sea Wolf)
- 1930 : Numbered Men
- 1930 : Dulcy
- 1930 : The Cat Creeps
- 1930 : Soyons gai (Let Us Be Gay)